# Escut de Soses
L'escut oficial de Soses té el següent blasonament:
Escut caironat: de sinople, un sol d'or. Per timbre una corona mural de poble.

## Història
Va ser aprovat el 26 de març de 1997.
El sol és el senyal tradicional de l'escut del poble, i en certa manera és un element cantant referit al nom de la població.